# Ежен Лабіш
Ежен Марен Лабіш (фр. Eugène-Marin Labiche; 5 травня 1815, Париж — 23 грудня 1888, Париж) — французький прозаїк-романіст і драматург.

## Біографія
Почав літературну кар'єру, опублікувавши перші новели у невеликих паризьких літературних журналах, в редакції яких познайомився з іншими початківцями літераторами, зокрема з Огюстом Лефранком і Марк-Мішелем. Молоді письменники вирішили об'єднатися під одним псевдонімом і стати драматургами. Що і було зроблено 1838 року. Був придуманий звучний псевдонім Поль Дандре, під яким трійця написала кілька водевілів, які мали успіх на французькій сцені. Однак довго ця літературна асоціація не проіснувала, невдовзі кожен із трьох її членів став працювати самостійно, і навіть коли вони знову об'єднувалися для написання нових творів, то вже підписувалися своїми справжніми іменами.
Ежен Лабіш — член Французької академії, дебютував романом «Ключ полів» («La Clef des Champs», 1838). Написав близько сотні п'єс, які йшли з великим успіхом на бульварних сценах. Більшість комедій, фарсів і водевілів Лабіша були написані у співпраці з іншими драматургами — Т. Бар'єрі, Клервілем, Гондіне, Ем. Ожьє та ін. Повне зібрання творів Лабіша було видано у 1878—1879 роках.